# 乌尼扬
乌尼扬是葡萄牙波尔图区的一个堂区。总面积3.62平方公里，总人口866人，人口密度239.2人/平方公里。